# Paul Griffin (remero)
Paul Griffin (Tralee, 1 de septiembre de 1979) es un deportista irlandés que compitió en remo.
Ganó dos medallas en el Campeonato Mundial de Remo, en los años 2005 y 2006. Participó en dos Juegos Olímpicos de Verano, en los años 2004 y 2008, ocupando el sexto lugar en Atenas 2004, en la prueba de cuatro sin timonel ligero.

## Palmarés internacional
| Campeonato Mundial | Campeonato Mundial | Campeonato Mundial | Campeonato Mundial        |
| Año                | Lugar              | Medalla            | Prueba                    |
| ------------------ | ------------------ | ------------------ | ------------------------- |
| 2005               | Kaizu (Japón)      | Medalla de plata   | Cuatro sin timonel ligero |
| 2006               | Eton (Reino Unido) | Medalla de bronce  | Cuatro sin timonel ligero |